# Безбородово (Тверская область)
Безборо́дово — деревня в Конаковском районе Тверской области. Входит в состав сельского поселения «Завидово».

## География
Находится в юго-восточной части Тверской области на расстоянии приблизительно 18 км на юго-запад по прямой от районного центра города Конаково на правом берегу реки Шоша у автомобильной трассы М-1.

## История
Известна с 1646 года. В 1859 году здесь (деревня Клинского уезда Московской губернии) был учтен 31 двор.

## Население
Численность населения: 194 человека (1859 год), 169 (русские 92 %) в 2002 году, 136 в 2010.